# 南舊金山站 (加州列車)
南旧金山站（英語：South San Francisco Station）位于美国加利福尼亚州南旧金山，是加州列车（Caltrain）的车站之一。该站为旧金山、圣马刁县和圣克拉拉县的通勤者提供服务。